# Nicanor Dueñas
Nicanor Dueñas fue un político peruano. 
En los años 1870, fue Subprefecto de la provincia de Acomayo. Fue elegido diputado por la provincia de Chumbivilcas en 1876 durante el gobierno de Mariano Ignacio Prado y reelecto en 1879 durante el gobierno de Nicolás de Piérola y la guerra con Chile.  